# Formaldehyde
Hợp chất hữu cơ formaldehyde (còn được biết đến như là methanal, formalin, formon), ở điều kiện bình thường là một chất khí có mùi hăng mạnh. Nó là aldehyde đơn giản nhất. Công thức hóa học của nó là CH2O. Formaldehyde lần đầu tiên được nhà hóa học người Nga Aleksandr Butlerov tổng hợp năm 1859 nhưng chỉ được Hoffman xác định chắc chắn vào năm 1867.
Formaldehyde có thể được tạo ra từ sự cháy không hoàn toàn của các vật liệu chứa carbon. Có thể tìm thấy nó có mặt trong khói của các đám cháy rừng, trong khí thải ô tô và trong khói thuốc lá. Trong khí quyển Trái Đất, formaldehyde được tạo ra bởi phản ứng của ánh sáng mặt trời và oxy đối với methan và các hyđrocarbon khác có trong khí quyển. Một lượng nhỏ formaldehyde được tạo ra như là sản phẩm phụ trong quá trình trao đổi chất của phần lớn các sinh vật, trong đó có con người.

## Thuộc tính
Mặc dù formaldehyde là một chất khí ở nhiệt độ phòng, nó rất dễ hòa tan trong nước và chủ yếu được bán ra dưới dạng dung dịch 37% trong nước được gọi theo tên thương phẩm là formalin hay formone. Trong nước, formaldehyde bị polymer hóa và formalin trên thực tế chứa rất ít formaldehyde ở dạng đơn phân H2CO. Thông thường, các dung dịch này chứa thêm một chút methanol để hạn chế sự polymer hóa.
Formaldehyde có các thuộc tính hóa học chung của các aldehyde, ngoại trừ nó là aldehyde hoạt động mạnh nhất. Formaldehyde là một chất có ái lực điện tử (electrophil). Nó có thể tham gia vào các phản ứng thế thơm ái lực điện tử với các hợp chất thơm và cũng có thể tham gia các phản ứng cộng ái lực điện tử với các alken. Trong sự hiện diện của các chất xúc tác có tính base, formaldehyde tham gia vào phản ứng Cannizaro để tạo ra acid formic và methanol.
Formaldehyde bị polymer hóa theo hai hướng khác nhau để tạo ra tam phân vòng, 1,3,5-trioxan hay polymer mạch thẳng polyoxymethylen. Sự hình thành của các chất này làm cho khí formaldehyde có các tính chất không tuân theo các định luật của khí lý tưởng một cách rõ nét, đặc biệt ở các nhiệt độ thấp hay áp suất cao.
Formaldehyde dễ dàng bị oxy hóa bởi oxy trong khí quyển để tạo ra acid formic. Dung dịch formaldehyde vì thế phải đóng nắp chặt để ngăn không cho tạo ra chất này trong quá trình lưu trữ.

### Hòa tan trong dung môi hữu cơ
Trong ethanol, aceton, DMSO| thì formaldehyde hòa tan trên 100 g/100 ml. Nó cũng hòa tan tốt trong ether, benzen và một số dung môi hữu cơ khác nhưng không hòa tan trong chloroform.

## Sản xuất
Trong công nghiệp, formaldehyde được sản xuất bằng cách oxy hóa methanol có xúc tác. Các chất xúc tác được sử dụng nhiều nhất là bạc kim loại hay hỗn hợp của sắt oxide với molypden và vanadi. Trong hệ thống sử dụng sắt oxide (công nghệ Formox) phổ dụng hơn, methanol và oxy phản ứng ở 250 °C để tạo ra formaldehyde theo phương trình hóa học:
2CH3OH +  O2 → 2H2CO +2 H2O
Xúc tác gốc bạc thông thường hoạt động ở nhiệt độ cao hơn, khoảng 650 °C.  Ở đây có hai phản ứng hóa học tạo formaldehyde diễn ra đồng thời: phản ứng đầu giống như phương trình trên, còn phản ứng sau là phản ứng khử hydro
CH3OH → H2CO + H2
Sự oxy hóa tiếp theo của sản phẩm formaldehyde trong quá trình sản xuất nó thông thường tạo ra acid formic, được tìm thấy trong các dung dịch formaldehyde, được tính theo giá trị ppm (phần triệu).
Ở mức độ sản xuất ít, formalin có thể được sản xuất bằng nhiều phương pháp khác bao gồm sự chuyển hóa từ ethanol thay vì nguồn nguyên liệu methanol thông thường. Tuy nhiên, các phương pháp này không có giá trị thương mại lớn.

## Sử dụng
Formaldehyde giết chết phần lớn các loại vi khuẩn, vì thế dung dịch của formaldehyde trong nước thông thường được sử dụng để làm chất tẩy uế hay để bảo quản các mẫu sinh vật. Nó cũng được sử dụng như là chất bảo quản cho các vaccine. Trong y học, các dung dịch formaldehyde được sử dụng có tính cục bộ để làm khô da, chẳng hạn như trong điều trị mụn cơm. Các dung dịch formaldehyde được sử dụng trong ướp xác để khử trùng và tạm thời bảo quản xác chết.
Tuy nhiên, phần lớn formaldehyde được sử dụng trong sản xuất các polymer và các hóa chất khác. Khi kết hợp cùng với phenol, urea hay melamin, formaldehyde tạo ra các loại nhựa phản ứng nhiệt cứng. Các loại nhựa này được sử dụng phổ biến như là chất kết dính lâu dài, chẳng hạn các loại nhựa sử dụng trong gỗ dán hay thảm. Chúng cũng được tạo thành dạng bọt xốp để sản xuất vật liệu cách điện hay đúc thành các sản phẩm theo khuôn. Việc sản xuất nhựa từ formaldehyde chiếm hơn một nửa sản lượng tiêu thụ formaldehyde.
Formaldehyde cũng được sử dụng để sản xuất các hóa chất khác. Nhiều loại trong số này là các rượu đa chức, chẳng hạn như pentaerythritol - được sử dụng để chế tạo  sơn và chất nổ. Các dẫn xuất khác từ formaldehyde còn bao gồm methylen diphenyl diisocyanat, một thành phần quan trọng trong các loại sơn và xốp polyurethan, hay hexamethylen tetramin- được sử dụng trong các nhựa gốc phenol-formaldehyde và để chế tạo thuốc nổ RDX.
Formaldehyde liên kết chéo với các nhóm amin.

## Các hiệu ứng sức khỏe
Do nhựa formaldehyde được sử dụng nhiều trong các vật liệu như gỗ dán, thảm, và xốp cách điện cũng như do các nhựa này sẽ thải formaldehyde ra rất chậm theo thời gian nên formaldehyde là một trong các chất gây ô nhiễm không khí trong nhà. Ở nồng độ trên 0,1 mg/kg không khí, việc hít thở phải formaldehyde có thể gây ra các kích thích mắt và màng nhầy, làm chảy nước mắt, đau đầu, cảm giác nóng trong cổ họng và khó thở.
Phơi nhiễm formaldehyde lớn hơn, ví dụ do uống phải các dung dịch formaldehyde, là nguy hiểm chết người. Formaldehyde được chuyển hóa thành acid formic trong cơ thể, dẫn đến tăng hoạt động của tim, thở nhanh và nông, giảm thân nhiệt, hôn mê hoặc dẫn đến chết người. Những người ăn uống nhầm phải formaldehyde cần được chăm sóc y tế ngay.
Trong cơ thể, formaldehyde có thể làm cho các protein liên kết không đảo ngược được với DNA. Các động vật trong phòng thí nghiệm bị phơi nhiễm một lượng lớn formaldehyde theo đường hô hấp trong thời gian sống của chúng có nhiều dấu hiệu của ung thư mũi và cổ họng hơn so với các động vật đối chứng, cũng giống như các công nhân trong các nhà máy cưa để sản xuất các tấm ván ghép từ các sản phẩm gốc formaldehyde. Tuy nhiên, một số nghiên cứu cho rằng các nồng độ nhỏ hơn của formaldehyde tương tự như nồng độ trong phần lớn các tòa nhà không có tác động gây ung thư. Formaldehyde được Cơ quan bảo vệ môi trường Hoa Kỳ phân loại như là chất có khả năng gây ung thư ở người và được Cơ quan nghiên cứu ung thư quốc tế (IARC) coi là chất gây ung thư đã biết ở người.